# ヨハネス・フリッチュ
ヨハネス・フリッチュ（Johannes Fritsch、1941年7月27日 - 2010年4月29日）は、ドイツの作曲家。

## 来歴

### 人物
ヘッセン州ベンスハイム市のアウアーバッハで生まれた。音楽教師だった父親はフリッチュが2歳の年に亡くなっている。7歳の時に伯父の家の屋根裏から出てきたヴァイオリンを修理して、村のクナップという名の音楽教師のもとでレッスンを受けはじめた。10歳でケルン市に転居してからは、当時ギュルツェニッヒ管弦楽団のソロ首席ヴィオラ奏者をつとめていたエルンスト・ニッペスのもとで引き続きヴァイオリンの教えを受けた。
1961年からケルン大学で音楽学、社会学、哲学を、ケルン音楽大学で作曲をベルント・アロイス・ツィンマーマン、ゴットフリート・ミヒャエル・ケーニヒに、ヴィオラをニッペスに師事した。ヴィオラへの転向について、この楽器にはレパートリーが少なく、それほど練習をしなくてもすむらしいといった、なまけた考えからだったと冗談めかしている。1962年、自身が最初の公な作品とする「ヴィオラのための二重奏曲」をダルムシュタット夏季現代音楽講習会で発表。1964年から1970年まではシュトックハウゼン・アンサンブルの主要なメンバーとして世界各国でのコンサートや放送、レコーディングに数多くたずさわり、1965年に音楽大学を卒業してからは主に作曲の分野で後進の指導にもあたるようになるが、卒業したのはヴィオラ科である。
1970年ケルン市で、アメリカの作曲家ロルフ・ゲールハール、デヴィッド・ジョンソンとともにフィードバック・スタジオ（FB）を設立。電子音楽をはじめとするさまざまな音楽制作やコンサート、講演会の開催などを行い、新しい音楽の発展と普及に努めた。1971年には当時の西ドイツ初の作曲家による現代音楽作曲家のための出版社となったフィードバック・スタジオ出版を併設。楽譜やその後のCDのほか、機関誌フィードバック・ペーパースを自らの編集で発行。ケルン楽派と呼ばれる音楽家の中で重要な役割を果たした。1974年、1984年、1986年にはダルムシュタット夏季現代音楽講習会で講師をつとめたほか、1979年、1982年、1984年、1986年にドイツのフロトー市でオストヴェストファーレン＝リッペ音楽研究会とWDR（西部ドイツ放送）の後援を得て世界音楽会議を主催した。
1984年にはケルン音楽大学作曲科教授となり、2010年病没。フィードバック・スタジオは閉鎖された。フリッチュの作品の機材、資料などはベルリン芸術アカデミーに保管されており、音楽アーカイブで閲覧することができる。

### 受賞歴
- 1966年 ノルトライン=ヴェストファーレン州学術奨励賞
- 1971年 パリ・ビエンナーレ音楽部門賞
- 1976年 ヴィラ・マッシモ・ローマ賞
- 1977年 ケルン市学術奨励賞、ブラウンシュバイク市室内楽賞
- 1981年 デュッセルドルフ市ロベルト・シューマン賞[6][9]

### 主な役職
- 1965年〜1970年 ケルン市立音楽院で音楽理論の教鞭をとる
- 1971年〜1984年 ダルムシュタット市立音楽アカデミー作曲科、及び現代音楽セミナー主任
また、ケルン音楽大学でピタゴラスやケプラーの自然・天体物理学を礎とした音楽・音響哲学を講義
- 1974年 ダルムシュタット市現代音楽・音楽教育委員会役員
- 1983年 同副会長
- 1984年 ケルン音楽大学作曲科教授[6]

## 作品
電子音楽の広がりとともに、音楽の要素たり得る音として認知されたいわゆる電子音または電気的に記録された音、そして歴史的な背景で定着している楽器の音などを音楽の要素として自由に扱った。その結果、電子音楽、楽器の生演奏を伴うライブ電子音楽をはじめピアノなど伝統的な楽器や声のための楽曲を、ソロ、室内楽からオーケストラ作品まで幅ひろい編成のための作品をのこした。主な作品は公式サイトで一覧することができるが、以下は特徴的な作品の一部である。

### FABULA RASA
WDRからの委嘱。WDR電子音楽スタジオで1964年1月から6月にかけて作曲した4つのスピーカー（群）で再生する電子音楽。1965年6月2日WDR放送用大ホールで初演された。17分。
1964年から1966年にかけてシュトックハウゼンがWDRでシリーズ番組「スピーカーでしか聴くことのできない音楽を知っていますか?」を放送した際、第13回（最終回）「西部ドイツ放送の電子音楽のためのスタジオ – ケルン市」でこの曲から13か所を実例として再生しながら詳しく紹介した。

### PARTITA
1965年〜1966年に作曲したライブ電子音楽作品。自身の楽器演奏を電子処理をすることによって自身にフィードバックさせるというライブ電子音楽の可能性を示した。コンタクトマイクをあてたヴィオラとマグネットフォン、フィルターそして変調器を操作する4人の演奏者のための作品。1967年ヘルシンキでの初演はフリッチュ自身のヴィオラ、A. アーリンクス、R. ゲールハール、そしてK. シュトックハウゼンが演奏にあたった。約15分。

### MODULATION 1
1966年、ヴァイオリン、ヴィオラ、チェロ、コントラバスとピアノのための作品。約15分。音楽大学でツィンマーマンのクラス在籍中に作曲を始めた。叙情組曲（ベルク）、弦楽四重奏曲 第2番（シェーンベルク）、ピアノ四重奏曲 第3番（ブラームス）、弦楽四重奏曲 第15番（ベートーヴェン）の断片を引用している。フリッチュは「MODULATION」を第5番まで作曲しており、1967年に作曲した第2番はライブ電子音楽、1966年から1968年の第3番、第5番はテープ音楽として4時間にまとめられた環境音楽の性質を帯びた作品、1968年の第4番は電子音楽である。

### AKROASIS
スイスのグラフィックデザイナー、ヨゼフ・ミューラー＝ブロックマンからの委嘱で1966年〜1968年に作曲した。大編成のオーケストラのための作品で、ジャズバンド、2名の歌手、ライブ電子（音）、手回しオルガン、オルゴール、ニュース・アナウンサーを伴う。約30分。

### KLAVIERSTÜCK 1
1969年のピアノ曲。1970年にケルンで初演され、日本では1977年に高橋アキが東芝レコードから発表したLP盤に収められている。約10分。

### SUL G
1970年、フルートとピアノのための作品。約10分。バスフルートからピッコロまでを使用し、自然倍音列を軸とした要素で構成されている。

### VIOLECTRA

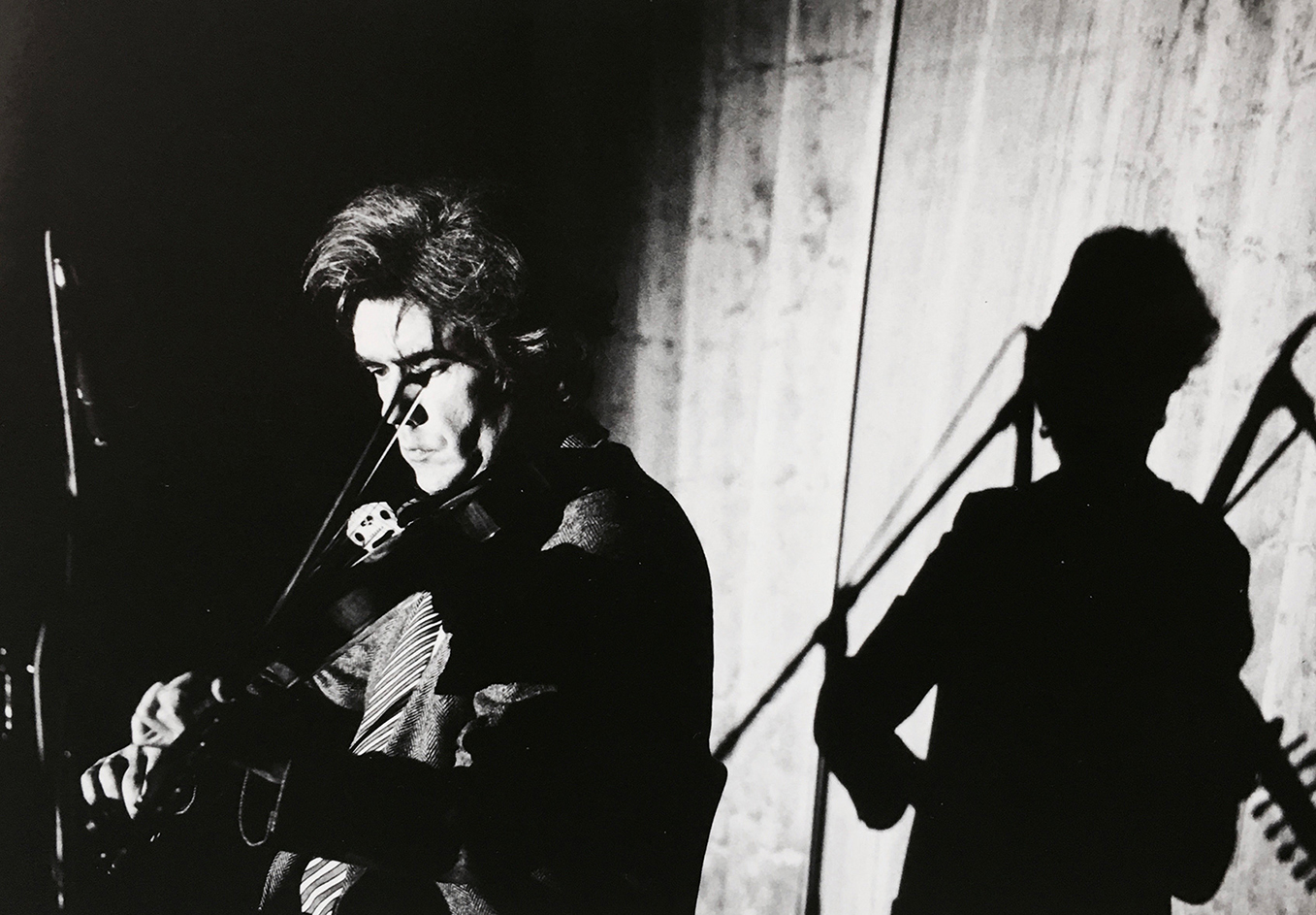
VIOLECTRA 　1988年 日本

1971年、ヴィオラ・ダモーレとシンセサイザー（リング変調器）のための作品。約28分。ライブ電子音楽の代表的な作品として扱われることがあることから、フリッチュの代表作のひとつといえる。
c、g、c’、c’、g’、c”に調弦し1本のマイクはスルー、もう1本は変調器を通してPAに送り、それぞれのマイクと楽器との距離を変えてゆくことで音質の変化を発生させながら演奏が進む。リング変調器のほか2系統のディレイ装置（約2秒）と4チャンネルスピーカーシステムを使い、オリジナル音とそのディレイ音、リング変調器を通した音とそのディレイ音で構成される。使用する機材が比較的少なく一人でも演奏が可能であるため、フリッチュは講演などでもたびたび実演した。ヨーロッパ各地、ソ連（当時）やアメリカのほか、日本でも87年12月18日と88年2月25日に大阪のメイシアター、2月27日には京都ドイツ文化センターなどで披露した。いわゆる楽譜はなく、システムや音楽構造などについての説明に基づく即興演奏的なライブ電子音楽で、世界の数多くの演奏者によって演奏されている。

### SUL B
1972年。1970年のSul Gと同じメソードで作曲したチェロとピアノのための作品。チェロはB、F、d、bに調弦する。約10分。

### DIE REGEL WAR UNABÄNDERLICH - EIN REQUIEM
1975年〜1976年、ケルン市立劇場からの委嘱で作曲したバレエ音楽。FB（フィードバック・スタジオ）で制作したテープ作品。約40分。

### KONZERT FÜR TROMPETE UND ORCHESTER
1975年のザールラント放送からの委嘱によるトランペット協奏曲。フリー・ジャズと伝統的な大編成オーケストラとの出会いを唱え、初演をつとめたトランペット奏者マンフレート・ショーフのために作曲された。約20分。

### VON ANDEREN PLANETEN
サン・テグジュペリの小説「星の王子さま」による作品。語り、尺八とオーケストラのために作曲された。1976年。約15分。

### DIE HUGENOTTEN
ヴァイオリンとシンバルのための協奏曲で、オーケストラとテープ再生を伴う1978年の作品。約20分。初演は1981年フランクフルト市でのヘッセン放送によるテレビ収録で、ヴァイオリンはディエゴ・パギン、シンバルはカテリーナ・ズラトニコヴァが演奏した。指揮はエリアフ・インバル。

### DER GROSSE GESANG
1979年〜1980年、ケルン市立劇場からの委嘱で作曲したバレエ音楽。ノーベル文学賞を受賞し1973年に亡くなったチリの詩人パブロ・ネルーダの作品に基づく。語り、メゾソプラノ、カウンターテナー、ギター、トロンボーン、打楽器の演奏とFBで制作したテープ音をPAで増幅して上演する。1980年の初演以降も同劇場などでリバイバルされている。約2時間。ほかに約45分のコンサート・バージョンがある。

### KYO MU
1982年、尺八とテープ（FB制作）のための作品。フロトー市で初演され、WDRが放送した。約31分。日本では88年に田嶋直士の尺八で披露された。尺八のほか、アルトフルートもしくはテナーリコーダーでも演奏することができる。テープ音源は、尺八音楽の伝統的表現精神である、あらゆる苦悩を克服したいという人間の持つ憧れを表す。尺八のパートは江戸時代末期から明治にかけて活躍した 琴古流尺八奏者、久松風陽の原典に触発されたものである。「三十九曲は三十六曲なり、三十六曲は十八曲なり、十八曲は三曲なり、三曲は一曲なり、一曲は無曲なり、無曲は気息なり、気息は只虚無なり」。

### STREICHQUINTETT
1984年に作曲した弦楽五重奏曲。約20分。1970年のSUL G、1972年のSUL Bと同様に自然倍音列を軸に構成されている。

### NAGORI
三味線の独奏曲（ほかにもう一人の奏者が曲の最後にステージ・サイドでウィンドチャイムを演奏する）。作曲した1987年の10月6日、サントリーホール・小ホールにおける野口美恵子三味線リサイタル で初演された。約10分。

### PREDIGER 3, 4
女声、または児童合唱のための作品。1994年に作曲、2009年にケルン市郊外アルテンベルクの大聖堂で初演された。10分。

### YOKOHAMA
4人の歌手、アルトフルート（及びピッコロ）、トロンボーン、2人の打楽器奏者とライブ・エレクトロニックのための作品。2001年。約19分。「横浜」という地名に明治時代初期の外国人と日本人の出会いを想起したことから作曲した。歌われているのは“Yo-ko-ha-ma”“Zipangu””I-wa-shi-mi-zu”という3つのことばで、「石清水」とは都山流尺八本曲の題名である。楽譜には” Zur Vorbereitung der Arbeit an Yokohama sollten die Interpreten japanische Noh- und Shakuhachi-Musik hören!”（演奏にあたるために、日本の能と尺八の音楽を聴いてください!）と記されている。

### EINSCHÜBE/ABGESANG
ケルン現代音楽協会（ドイツ語）から委嘱され、バスクラリネット、ピアノと打楽器のために2008年作曲。約8分。2007年に亡くなったシュトックハウゼンの生誕80年を記念してケルン芸術協会（ドイツ語）が2008年8月23日に催したコンサートで初演された。

### NACHTSTÜCK
フリッチュは純粋な弦楽四重奏曲の作曲を強く思い抱き1986年からスケッチを始めていたが、いっぽうでこの編成の音楽についてはベートーヴェンの最後の弦楽四重奏曲で全てが既に語られてしまっているという畏怖の念にさいなまれた。この曲は2008年に完成に至ったが、初演はフリッチュが亡くなった翌年となった。スイスのドイツ語作家ローベルト・ヴァルザーへの敬意を込めた作品。ちなみにフリッチュはヴァルザーのASCHENBRÖDEL（シンデレラ）を1989年から1995年にかけて2幕のオペラとして作曲している。

## 音楽への思考と活動

### メディア
ヴィオラやパーカッションなどさまざまなものを演奏する姿、リハーサルでの会話などが1960年代後半に参加していたシュトックハウゼン・アンサンブルでの様子としてネット上の動画でもみることができる。フリッチュの作品のほとんどは放送局によって録音、放送されたが、その後CD化されたものも多い。FBがプロデュースした一連のFeedback CD、Nr.4/5にはVIOLECTRAの自演が7種類収められていて、1971年のケルンでの演奏からはじまり、1987年大阪、1993年ニューヨーク、1999年ストックホルムなど、ひとつのライブ電子音楽が作曲家自身によってどのように演奏されたかをたどる貴重なサンプルとなっている。また、ドイツ音楽評議会がプロデュースするCDシリーズ”Musik in Deutschland 1950–2000”でも複数の作品が取り上げられている。

### 即興について
作品で求められる即興性について演奏家への依存度がむやみに高い場合、それは即興演奏と言うよりも作曲行為にあたると考えらることがある。1970年の 大阪万博のおり、シュトックハウゼン・アンサンブルは183日の期間中、毎日6時間のプログラムでパフォーマンスを展開した。それは単なる演奏者としての仕事ではなく、個人個人の生涯を投資した創造作業と考えたことから、メンバー数人は自分たちの即興演奏には作曲と同じ権利が与えられるべきだとして、シュトックハウゼン名義での作品演奏を拒否する姿勢を示した。シュトックハウゼンはその考えに理解を示しドイツの著作権管理団体GEMAにかけあったがこれが認められず、ついては契約書に従って引き続き演奏に当たってほしいとしたために、もめごとが深まってしまった。これがもとでその後8年間フリッチュとシュトックハウゼンは疎遠になるが、この件についてフリッチュは「よくある親子げんかのようなものだった」と述べている。音楽における即興とは自由無条件ということではなく、決められた範疇ないしは事前の申し合わせ、アンサンブルの場合作曲者の身振による合意などによって統制され、制御されるものであり、「生きている音楽家の思いが重要」だとしている。

### 電子音楽、現代音楽について

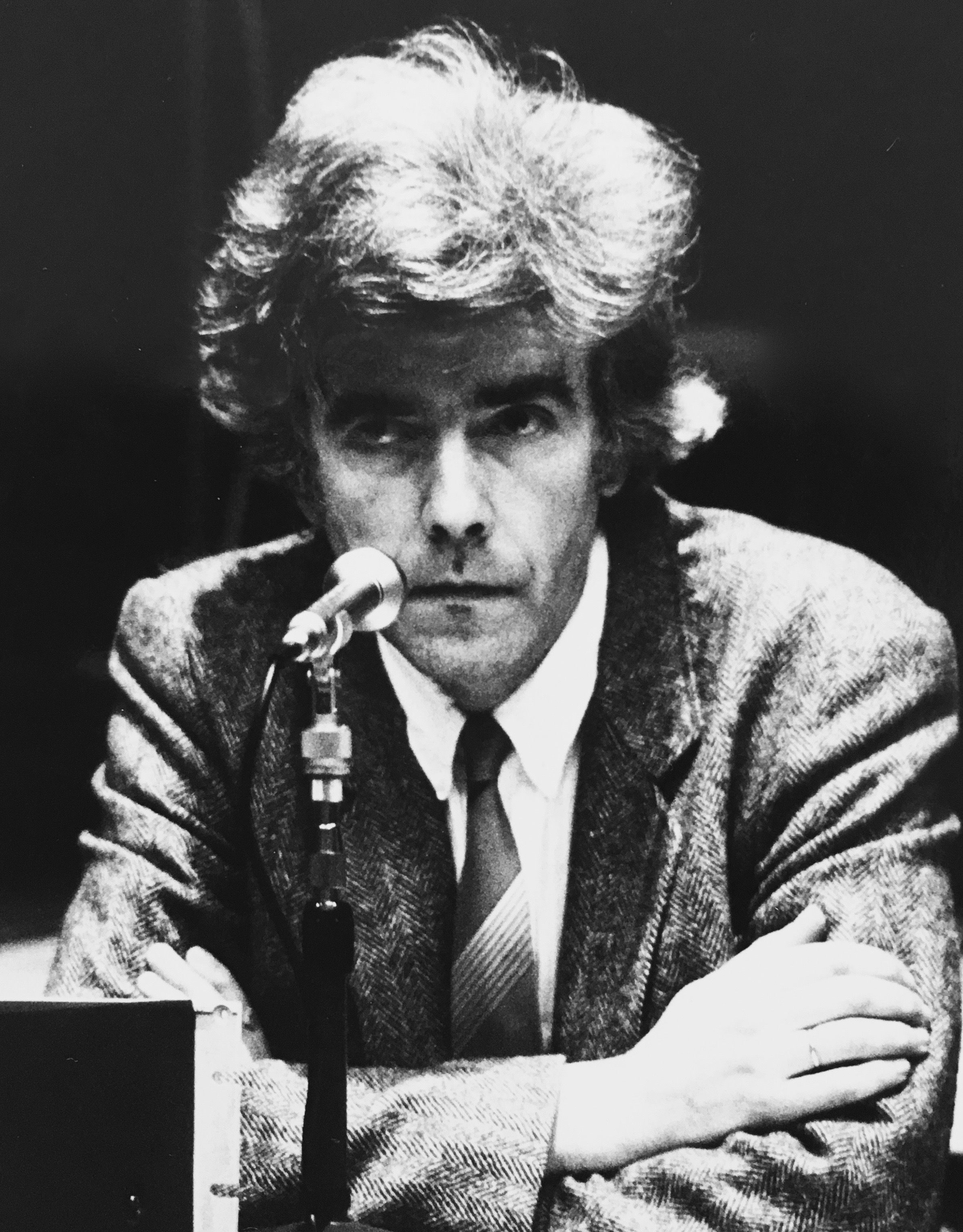
1987年 日本

電子音楽の作曲（制作）では、発信器や変調器などを調整してひとつの音を作り出すために丸一日を費やすこともあるが、このプロセスこそ音楽にとって重要な要素だとしている。1980年代から一般に普及した音源機器としてのシンセサイザーについては、利便性の向上によりかえってそのプロセスを希薄にしてしまうことから、これは「進化」ではないと述べている。1970年代後半から始まったデジタル技術の普及、それに続くコンピューターの役割についてはその利便性を「悪魔の仕業」ということばを使って皮肉を込めながら認め自らも使用していた。、しかしそれでもコンピューターやシンセサイザーが機能的なスイッチ類によって規格的な機器になっている点を好ましく思っていなかったため、晩年になっても書き物などは手書きであった。数千年にわたり楽器がつくられてきた伝統は、音楽をやりたいという音楽家たちによってなされてきたものであるが、こんにちの業界ではオートバイで稼ごうがシンセサイザーで稼ごうが同じになってしまったと危惧した。1988年の京都での講演に寄せて「演奏者と音の間の疎外は、粗暴化と同時に進行する。シンセサイザーとエミュレーターを使って、人工的な音をデジタルな反響空間に鳴り響かせるキーボード奏者は、気持ちの上では、ボタンを押して爆弾を送り込むいじけた兵隊に似ている」と書いている。これは、昔の兵士は手に持った刃物で敵を傷付けねばならず、この両者を人間の行為としてのプロセスで比較した場合に後者がいかに生々しいものであるかという問いかけで、フリッチュはこのように、音楽はあくまでも人間の行為の結晶であるとして広く現代音楽への理解を深めるようとつとめた。

### 演奏家として

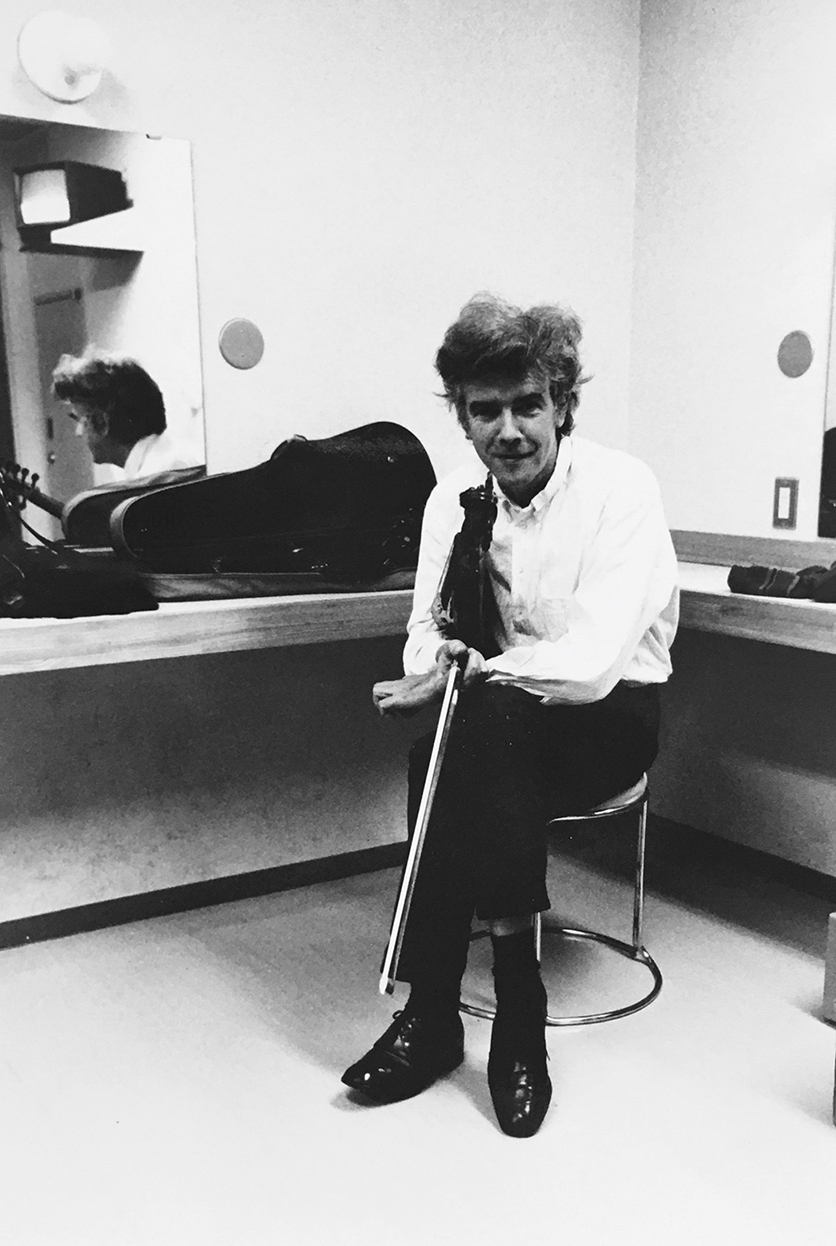
楽屋で　1988年 日本

すぐれたヴィオラ奏者としても知られていた。若い時期からケルン市に籍を置くオーケストラのエキストラにしばしば呼ばれて参加していたが、1960年代中頃から、当時センセーショナルな存在だったシュトックハウゼンの作品の演奏に重用されたことで演奏音楽家としての世界的な知名度を得た。1969年11月15日20時からボン市のベートーヴェン・ホールで12時間にわたって行われたコンサート・イベント「現代音楽の日」に際して、シュトックハウゼンから主催者への書簡にはピアニストのアロイス・コンタルスキーなど10名の楽器奏者それぞれの契約書を、エレキ・ヴィオラの奏者として出演するフリッチュにまとめて送付するように書かれていることなどからも、後にケルン楽派と呼ばれるようになる一連の音楽家の中でのフリッチュの存在感がうかがえる。
また、ヴァイオリンを学習中の10代からジャズの演奏をするようになり、フィードバック・スタジオ設立後の1970年代にはヴィオラ奏者として積極的にジャズ の演奏に参加した。トロンボーン奏者アルベルト・マンゲルスドルフやトランペット奏者マンフレート・ショーフといったフリー・ジャズの重鎮とも共演している。

### 日本とのかかわり
- 1970年3月〜4月
- 1970年6月〜7月[36]。日本万国博覧会（大阪万博）での公演
- 1980年 主に大阪に滞在
- 1987年〜1988年 主に大阪・池田に滞在
- 1993年 フィードバック・スタジオ出版をドイツ音楽展に出店
- 1999年 フィードバック・スタジオ出版をドイツ音楽展に出店

フリッチュは6回来日した。1970年大阪万博のドイツ館 でパフォーマンスを繰り広げたシュトックハウゼン・アンサンブルのメンバーとして2回に分けて来日した。1980年には研究のために三ヶ月の予定で日本に滞在した妻のイングリッド・フリッチュ博士に会うために来日している。1987年、妻イングリッドが幼い娘を伴って日本に約1年間滞在したことから、夏に合流。1988年春までの約半年間大阪・池田の日本家屋で暮らしながら関西や東京でコンサートや講演を行った。1993年と1999年には東京・池袋のサンシャインシティで開催されたドイツ音楽展にフィードバック・スタジオ出版を出店し、ヘンレ出版など世界的大手の社長がそうしたように、自らブースで応接した。

## 家族

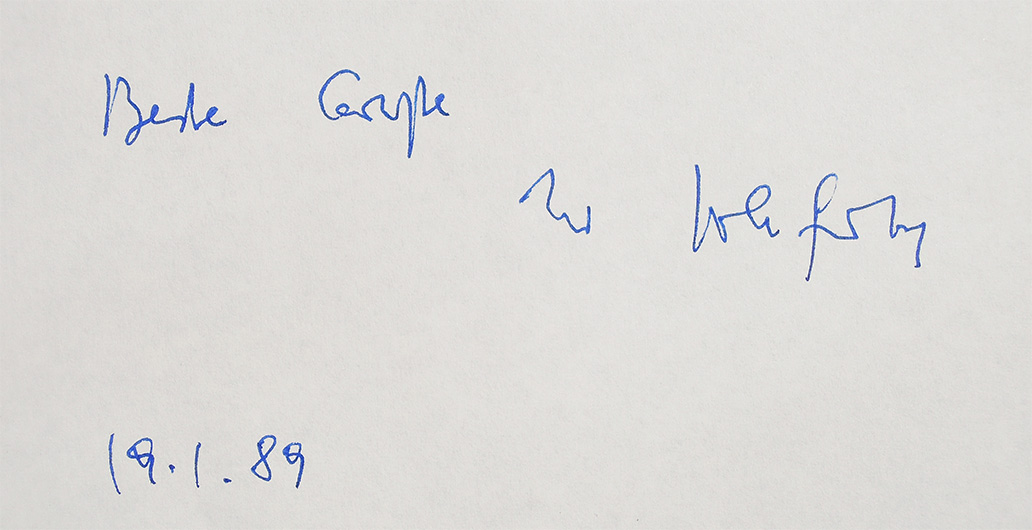
フリッチュの自署

妻 - イングリッド・フリッチュ、博士（音楽学）。日本の邦楽・風俗の研究家。ケルン大学臨時教授のほか、マールブルクやフランクフルトなどドイツの各地、オーストリアのウィーンの大学などで講義を行っている。
娘 - レーナ・フリッチュ、博士（美術史）。日本の20世紀以降における美術、写真研究家。翻訳家。ベルリン国立美術館近勤務のほか、ロンドンのテート・モダンやオックスフォード大学アシュモレアン博物館近現代美術でキュレーターをつとめる。翻訳されて日本でも出版されている著書がある。